# Col de Valante
Le col de Valante (en italien : Passo di Vallanta)  est un col des Alpes du Sud, à la frontière entre la France et l'Italie.
Il se trouve sur la variante C du GR 58 et sur le tour du mont Viso.